# (9798) 1996 JK
A (9798) 1996 JK a Naprendszer kisbolygóövében található aszteroida. Ueda Szeidzsi és Kaneda Hirosi fedezte fel 1996. május 8-án.